# Burt Kennedy
Burt Kennedy (Muskegon, Michigan, Estats Units, 3 de setembre de 1922 − Sherman Oaks, Los Angeles, Califòrnia, 15 de febrer de 2001) va ser director de cinema, guionista, productor i actor estatunidenc.

## Biografia
Fill d'actors, des de petit actua en el grup familiar "The dancing Kennedys", quan esclata la Segona Guerra Mundial, va ser enviat a la cavalleria i va rebre nombroses condecoracions. De tornada a casa, entra en una companyia de teatre a Pasadena, però increïblement el fan fora per la seva falta de talent. Sense desanimar-se, es proposa ser escriptor de programes de ràdio i televisió i això el posa en contacte amb el cinema i el 1956 dramatitza el western de Budd Boetticher  Seven Men from Now i pel mateix director escriu altres pel·lícules, incloent Presa valuosa. Més tard també va escriure episodis de programes de televisió com The Virginian, i també per a la pel·lícula que dirigirà.
El 1961, dirigeix The Canadians i va fer el seu debut com a director el 1967, signant el seu primer èxit, Welcome to Hard Times amb Henry Fonda en el paper d'un tímid alcalde que no pot, en principi, fer front al bandit que crema el llogaret, pel·lícula escrita per ell mateix. Les seves obres restants són majoritàriament westerns filmats, també comèdies o melodrames, la majoria de factura mediocre.
Es va retirar dels escenaris el 2000 i va morir un any més tard de càncer.

## Filmografia[2]

### Director
- 1958: Lawman (sèrie TV)
- 1961: The Canadians
- 1962: The Virginian (sèrie TV)
- 1962: Combat! (sèrie TV)
- 1964: Mail Order Bride
- 1965: Els desbravadors (The Rounders)
- 1965: The Money trap
- 1966: El retorn dels Set Magnífics (Return of the Seven)
- 1967: Welcome to Hard Times
- 1967: The War Wagon
- 1969: Support Your Local Sheriff !
- 1969: El jove Billy Young (Young Billy Young)
- 1969: The Good Guys and the Bad Guys
- 1970: Dirty Dingus Magee
- 1971: The Deserter
- 1971: També un pistoler necessita ajuda (Support Your Local Gunfighter)
- 1971: Hannie Caulder
- 1973: Els lladres de trens (The Train Robbers)
- 1974: Shootout in a One-Dog Town (TV)
- 1974: Sidekicks (TV)
- 1974: All the Kind Strangers (TV)
- 1976: Drum
- 1976: The Killer Inside Me
- 1977: How the West Was Won
- 1977: The Rhinemann Exchange (fulletó TV)
- 1977: Big Hawaii (sèrie TV)
- 1978: Wolf Lake
- 1978: Kate Bliss and the Ticker Tape Kid (TV)
- 1979: The Wild Wild West Revisited (TV)
- 1979: The Concrete Cowboys (TV)
- 1980: More Wild Wild West (TV)
- 1981: Simon & Simon (sèrie TV)
- 1982: Seven Brides for Seven Brothers (sèrie TV)
- 1986: Louis L'Amour's Down the Long Hills (TV)
- 1987: The Alamo: Thirteen Days to Glory (TV)
- 1987: The Trouble with Spies
- 1988: Hi havia una vegada un tren (Once Upon a Texas Train) (TV)
- 1988: Where the Hell's That Gold?!!? (TV)
- 1990: Big Bad John
- 1991: Suburban Commando
- 2000: Comanche

### Guionista
- 1956: Seven Men from Now
- 1956: Gun the Man Down
- 1956: Man in the Vault
- 1957: Presa valuosa (The Tall T)
- 1958: Fort Dobbs
- 1958: Buchanan Rides Alone
- 1959: Cavalcant en solitari (Ride Lonesome)
- 1959: Emboscada (Yellowstone Kelly)
- 1960: Estació comanxe (Comanche Station)
- 1961: The Canadians
- 1962: Six Black Horses
- 1964: Mail Order Bride
- 1965: Els desbravadors (The Rounders)
- 1967: Welcome to Hard Times
- 1968: Stay Away, Joe
- 1971: Hannie Caulder
- 1973: Els lladres de trens (The Train Robbers)
- 1978: Wolf Lake
- 1987: The Trouble with Spies
- 1988: Le Dernier Western (TV)
- 1988: Where the Hell's That Gold?!!? (TV)
- 1990: Big Bad John
- 1990: Caçador blanc, cor negre (White Hunter Black Heart)
- 2000: Comanche

### Com a productor
- 1962: Combat ! (sèrie TV)
- 1970: Dirty Dingus Magee
- 1971: També un pistoler necessita ajuda (Support Your Local Gunfighter)
- 1974: Sidekicks (TV)
- 1987: The Trouble with Spies
- 1988: Le Dernier Western (TV)
- 1988: Where the Hell's That Gold?!!? (TV)

### Com a actor
- 1936: Public Enemy's Wife: Mail Clerk
- 1948: The Three Musketeers: Fencer
- 1950: Hunt the Man Down: Cambrer
- 1951: Carregament tancat (Sealed Cargo): Old Seaman
- 1952: Horitzons de l'oest (Horizons West): Rabble-rouser